# Ла-Круа-сюр-Рудуль
Ла-Круа́-сюр-Руду́ль (фр. La Croix-sur-Roudoule) — коммуна на юго-востоке Франции в регионе Прованс — Альпы — Лазурный берег, департамент Приморские Альпы, округ Ницца, кантон Ванс. До марта 2015 года коммуна административно входила в состав упразднённого кантона Пюже-Тенье (округ Ницца).
Площадь коммуны — 30,06 км², население — 86 человек (2006) с тенденцией к стабилизации: 94 человека (2012), плотность населения — 3,1 чел/км².

## Население
Население коммуны в 2011 году составляло — 91 человек, а в 2012 году — 94 человека.
| 1962 | 1968 | 1975 | 1982 | 1990 | 1999 | 2006 | 2008 | 2011 | 2012 |
| ---- | ---- | ---- | ---- | ---- | ---- | ---- | ---- | ---- | ---- |
| 105  | 91   | 102  | 69   | 81   | 97   | 86   | 83   | 91   | 94   |

Динамика численности населения:

## Экономика
В 2010 году из 47 человек трудоспособного возраста (от 15 до 64 лет) 30 были экономически активными, 17 — неактивными (показатель активности 63,8 %, в 1999 году — 56,4 %). Из 30 активных трудоспособных жителей работали 27 человек (14 мужчин и 13 женщин), 3 числились безработными (1 мужчина и 2 женщины). Среди 17 трудоспособных неактивных граждан 5 были учениками либо студентами, 4 — пенсионерами, а ещё 8 — были неактивны в силу других причин.